# کلاهک‌های یخی قطب‌های مریخ
کلاهک‌های یخی قطب‌های مریخ (انگلیسی: Martian polar ice caps) دو کلاهک یخی دائمی قطب‌های مریخ هستند. هنگام زمستان در قطب‌ها که تاریکی همه‌جا را فرا گرفته‌است، دمای سطح مریخ کاهش یافته و این موضوع سبب می‌شود تا حدود ۲۵–۳۰٪ از جو مریخ دچار چگالش شده و به لایه‌های یخ‌زدهٔ کربن دی‌اکسید (یخ خشک) مبدل گردد. وقتی دوباره نور خورشید به قطب‌ها می‌تابد، دی‌اکسید کربن یخ‌زده تصعید می‌یابد. این تغییرات فصلی سبب می‌شود میزان زیادی بخار آب و غبار جابجا شوند و انجمادی مشابه کرهٔ زمین و ابرهایی چون ابرهای سیروس تشکیل شود.
این کلاهک‌های یخی در هر دوقطب بیشتر از آب یخ‌زده تشکیل شده‌است. دی‌اکسید کربن یخ‌زده در قطب شمال مریخ در مقایسه، لایه نازکتری به ضخامت ۱ متر است، حال آنکه در قطب جنوب ضخامتش به ۸ متر می‌رسد و دائمی (غیر فصلی) است. طول کلاهک‌های یخی در قطب شمال ۱۰۰۰ کیلومتر است و ۱٫۶ میلیون کیلومتر مکعب یخ دارد که اگر به‌طور یکنواخت در کلاهک پخش می‌شد، ضخامتی در حدود ۲ کیلومتر می‌یافت. (در مقام مقایسه، حجم یخ در یخسار گرینلند، ۲٫۸۵ میلیون کیلومتر مکعب است). کلاهک قطب جنوب طولی در حدود ۳۵۰ کیلومتر و ضخامتی در حدود ۳ کیلومتر دارد. حجم کلی یخ در کلاهک قطب جنوب به انضمام رسوب‌های لایه‌ای مجاور آن در حدود ۱٫۶ میلیون کیلومتر مکعب تخمین زده شده است. هر دو کلاهک قطبی دارای ناوه‌های مارپیچی هستند که بررسی‌های راداری ماهوارهٔ «SHARAD» که امواج نفوذکننده به یخ دارد، نشان داده‌است که این ناوه‌ها در اثر بادهای پایین‌رو تقریباً عمودی ایجاد می‌شود که در نتیجهٔ «اثر کوریولیس» حالت مارپیچی می‌یابند.
انجماد فصلی در برخی نواحی نزدیک به کلاهک قطب جنوب سبب تشکیل لایه‌های یخی شفاف و ترانما به ضخامت ۱ متر بر روی سطح مریخ می‌شود. با فرارسیدن بهار، نور آفتاب لایه‌های زیرین را گرم کرده و فشار ناشی از تصعید زیر لایه‌ها بالا رفته و در نهایت آنها را می‌شکند. این موضوع سبب می‌شود که فوران‌های گازی دی‌اکسید کربن مشابه با آبفشان ایجاد شود که آغشته به شن و غبار بازالتی است. این فرایند، سریع و معمولاً ظرف چند روز، هفته یا ماه رخ می‌دهد که در علم زمین‌شناسی نامعمول است، به‌ویژه در سیارهٔ مریخ. گازی که در لایه‌های زیرین یخ به سمت محل خروج فوران‌های شبه آبفشان جریان می‌یابد، کانال‌های شعاعی با نمای عنکبوتی در زیر یخ ایجاد می‌کند.
در ژوئیه ۲۰۱۸ میلادی، دانشمندان ایتالیایی کشف یک دریاچهٔ زیریخی را مریخ گزارش کردند که ۱٫۵ کیلومتر (۰٫۹۳ مایل) زیر سطح رسوبات لایه‌ای قطب جنوب (و نه زیر کلاهک یخی قابل‌مشاهده) قرار دارد و عرض آن ۲۰ کیلومتر (۱۲ مایل) است و نخستین پهنه آبی شناخته شدهٔ پابرجا در مریخ محسوب می‌شود.